# Cankuzo
Cankuzo este un oraș din Burundi. Este reședința regiunii omonime.